# Championnat d'Écosse de football 1930-1931
Navigation
Édition précédente Édition suivante
La 41e édition du championnat d'Écosse de football est remportée par les Rangers FC. C’est le dix-neuvième titre de champion du club de Glasgow, le cinquième consécutif. Les Rangers  gagnent avec deux points d’avance sur le Celtic FC. Motherwell FC complète le podium.
Le système de promotion/relégation reste en place : descente et montée automatique, sans matchs de barrage pour les deux derniers de première division et les deux premiers de deuxième division. Dundee United et Saint Johnstone descendent en deuxième division. Ils sont remplacés pour la saison 1930/31 par Leith Athletic et East Fife.
Avec 44 buts marqués en 38 matchs, Barney Battles d’Heart of Midlothian remporte pour la première fois le titre de meilleur buteur du championnat.

## Les clubs de l'édition 1930-1931
| Club                              | Ville       |
| --------------------------------- | ----------- |
| Aberdeen Football Club            | Aberdeen    |
| Airdrieonians Football Club       | Airdrie     |
| Ayr United Football Club          | Ayr         |
| Celtic Football Club              | Glasgow     |
| Clyde Football Club               | Glasgow     |
| Cowdenbeath Football Club         | Cowdenbeath |
| Dundee Football Club              | Dundee      |
| East Fife Football Club           | Methil      |
| Falkirk Football Club             | Falkirk     |
| Hamilton Academical Football Club | Hamilton    |
| Heart of Midlothian Football Club | Édimbourg   |
| Hibernian Football Club           | Leith       |
| Kilmarnock Football Club          | Kilmarnock  |
| Leith Athletic Football Club      | Leith       |
| Greenock Morton Football Club     | Greenock    |
| Motherwell Football Club          | Motherwell  |
| Partick Thistle Football Club     | Glasgow     |
| Queen's Park Football Club        | Glasgow     |
| Rangers Football Club             | Glasgow     |
| Saint Mirren Football Club        | Paisley     |

## Compétition

### Classement
Le classement est établi sur le barème de points classique (victoire à 2 points, match nul à 1, défaite à 0).
| Rang | Équipe              | Pts | J  | G  | N  | P  | Bp  | Bc  | Diff |
| ---- | ------------------- | --- | -- | -- | -- | -- | --- | --- | ---- |
| 1    | Rangers FC T        | 60  | 38 | 27 | 6  | 5  | 96  | 29  | +67  |
| 2    | Celtic FC C         | 58  | 38 | 24 | 10 | 4  | 101 | 34  | +67  |
| 3    | Motherwell FC       | 56  | 38 | 24 | 8  | 6  | 102 | 42  | +60  |
| 4    | Partick Thistle FC  | 53  | 38 | 25 | 5  | 9  | 76  | 43  | +33  |
| 5    | Heart of Midlothian | 44  | 38 | 19 | 6  | 13 | 90  | 63  | +27  |
| 6    | Aberdeen FC         | 41  | 38 | 17 | 7  | 14 | 79  | 63  | +16  |
| 7    | Cowdenbeath FC      | 41  | 38 | 17 | 7  | 14 | 58  | 65  | -7   |
| 8    | Dundee FC           | 39  | 38 | 17 | 5  | 16 | 65  | 63  | +2   |
| 9    | Airdrieonians       | 39  | 38 | 17 | 5  | 16 | 59  | 66  | -7   |
| 10   | Hamilton Academical | 37  | 38 | 16 | 5  | 17 | 59  | 57  | +2   |
| 11   | Kilmarnock FC       | 35  | 38 | 15 | 5  | 18 | 59  | 60  | -1   |
| 12   | Clyde FC            | 34  | 38 | 15 | 4  | 19 | 60  | 87  | -27  |
| 13   | Queen's Park FC     | 33  | 38 | 13 | 7  | 18 | 71  | 72  | -1   |
| 14   | Falkirk FC          | 32  | 38 | 14 | 4  | 20 | 77  | 87  | -10  |
| 15   | Saint Mirren        | 30  | 38 | 11 | 8  | 19 | 49  | 72  | -23  |
| 16   | Greenock Morton     | 29  | 38 | 11 | 7  | 20 | 58  | 83  | -25  |
| 17   | Leith Athletic P    | 27  | 38 | 8  | 11 | 19 | 51  | 85  | -34  |
| 18   | Ayr United          | 27  | 38 | 8  | 11 | 19 | 53  | 92  | -39  |
| 19   | Hibernian FC        | 25  | 38 | 9  | 7  | 22 | 49  | 81  | -32  |
| 20   | East Fife P         | 20  | 38 | 8  | 4  | 26 | 45  | 113 | -68  |

| Légende : Qualifications et relégations | Légende : Qualifications et relégations                           |
| --------------------------------------- | ----------------------------------------------------------------- |
|                                         | Champion d'Écosse                                                 |
|                                         | Relégation en deuxième division                                   |
|                                         | T : Tenant du titre C : Vainqueur de la Coupe d'Écosse P : Promus |

## Bilan de la saison
| Tableau d'Honneur                |            |
| Compétition                      | Vainqueur  |
| Championnat d'Écosse de football | Rangers FC |
| Coupe d'Écosse de football       | Celtic FC  |

| Promotions et relégations |                               |
| Promus                    | Third Lanark AC Dundee United |
| Relégués                  | Hibernian FC East Fife        |

## Statistiques

### Meilleur buteur
1. Barney Battles, Heart of Midlothian, 44 buts